# Actinopyga caerulea
Actinopyga caerulea е вид морска краставица от семейство Holothuriidae.

## Разпространение
Видът е разпространен в Индонезия, Коморски острови, Майот, Нова Каледония, Папуа Нова Гвинея, Провинции в КНР, Соломонови острови, Тайван, Тайланд и Филипини.